# Airbus CC-330 Husky
L'Airbus CC-330 Husky és una versió de l'Airbus A330 MRTT de la Reial Força Aèria Canadenca basada en l'avió de passatgers Airbus A330. Es preveu que se'n construeixin nou unitats per substituir els cinc avions Airbus CC-150 Polaris emprats per a transport estratègic i abastament en vol.
El juny del 2017, les Forces Armades del Canadà i el Govern del Canadà anunciaren la seva intenció d'adquirir un substitut per al CC-150 Polaris. El juliol del 2022, el govern federal feu públic un acord per a la compra de dos Airbus A330-200 de segona mà, que es convertirien a la configuració A330 MRTT, amb una compra posterior de quatre unitats més, per a un total de sis avions.
El juliol del 2023, la comanda fou ampliada a nou unitats: vuit MRTT i un avió per a transport VIP. Quatre seran avions nous comprats a Airbus i cinc avions de segona mà. Tindran dues bases, una a l'oest del Canadà i una a l'est del país. Es preveu que les dues primeres unitats, adquirides a Kuwait Airways, entrin en servei com a avions de transport estratègic a finals del 2023.
Els avions cisterna estaran equipats amb sistemes d'abastament tant de perxa i receptacle com de sonda i cistella a fi de poder abastar qualsevol avió de l'OTAN o altres aliats, cosa que també millorarà el suport al NORAD.